# Linia kolejowa Rumburk – Mikulášovice
Linia kolejowa Rumburk – Mikulášovice dolní n. – jednotorowa, regionalna i niezelektryfikowana linia kolejowa w Czechach. Łączy Rumburk przez Panský z Mikulášovicami. W całości znajduje się na terytorium kraju usteckiego.